# Aristide Nascenzi
Aristide Nascenzi (Castiglione di Sicilia, 13 settembre 1922 – Grosseto, 27 giugno 2015) è stato un calciatore italiano, di ruolo portiere.

## Carriera
Nel corso della sua carriera giocò anche per tre stagioni in Serie A nel Livorno, dal 1946 al 1949, disputando una partita per campionato (esordio in massima serie il 10 gennaio 1947, in occasione del pareggio interno con la Sampdoria).

## Dopo il ritiro
Dopo essersi ritirato, Nascenzi rimase a lavorare a Grosseto.